# 제10SS기갑사단 프룬츠베르크
제10SS기갑사단 프룬츠베르크(독일어: 10. SS-Panzer-Division „Frundsberg“)1943년 연합군의 프랑스 침공을 대비한 예비대로서 창설되었으나, 정작 첫 전투는 1944년 4월 우크라이나에서 치렀다. 이후 서부전선으로 옮겨가 아른헴에서 연합군과 싸웠다. 이후 포메라니아로 옮겨갔다가 다시 남동쪽 루사티아로 이동하여 거기서 종전을 맞았다.

## 같이 보기
- 무장친위대의 부대 목록